# آش قلعة
آش قلعة هي بلدية تركية تابعة لمحافظة أرضروم. تبلغ مساحتها نحو 1,507 كم2, وعدد سكانها 21,494 نسمة (2022).
يوجد 75 محلّة في مقاطعة آش قلعة:. ومن معالمها منتج قنديلي للتزلج الذي يستضيف مسابقات التزلق الريفي وبياثلون في بعض الفعاليات الرياضية الشتوية الدولية.

## معسكرات الأشغال لغير المسلمين
عام 1942، فرضت ضريبة الثروة التركية (التركية: ‎[vɑɾˈɫɯk ˈvæɾɟisi]‏, "ضريبة الثروة" أو "ضريبة رأس المال") على المواطنين من أهل الذمة الأقلية في تركيا (بمن فيهم اليهود، واليونانيين، والأرمن، والمسيحيين الكاثوليك. وكان على أولئك غير القادرين على السداد أن يسددوا ديونهم في معسكر أشغال في آش قلعة. أرسل نحو خمسة آلاف شخص إلى معسكر العمل بآش قلعة. استُبدل القانون في 15 مارس 1944, وأُعيد مواطنو الأقليات الذين كانوا في معسكرات العمل إلى منازلهم.